# Mitrov (Třebechovice pod Orebem)
Mitrov je vesnice, část města Třebechovice pod Orebem v okrese Hradec Králové. Nachází se asi 1,5 km severozápadně od Třebechovic pod Orebem. Prochází zde silnice II/298. V roce 2015 zde bylo evidováno 23 adres. V roce 2011 zde trvale žilo 47 obyvatel.